# E462 (trasa europejska)
E462 – trasa europejska łącznikowa (kategorii B), biegnąca przez wschodnie Czechy i południową Polskę.
Przebieg drogi zaczyna się w Brnie, gdzie odbija od trasy europejskiej E461, przy czym na początkowym odcinku z autostradą D1 biegnie razem z trasą E65 i E50 a kończy się w Krakowie Balicach na autostradzie A4, międzynarodowej trasie E40.

## Przebieg

### Czechy
Trasa biegnie szlakiem dróg:
- Autostrada D1 na odcinku Brno - Vyškov (częściowo z E50 i E65),
- Autostrada D46 na odcinku Vyškov - Ołomuniec,
- Autostrada D35 na odcinku Ołomuniec - Lipník nad Bečvou (razem z E442),
- Autostrada D1 na odcinku Lipník nad Bečvou - Bělotín,
- Autostrada D48 na odcinku Bělotín - granica państwa Kocobędz (częściowo z E75).

Długość trasy wynosi 191 km.

### Polska
Trasa biegnie szlakiem dróg:
- S52 na odcinku Cieszyn – Bielsko-Biała (razem z E75),
- DK1 na odcinku Bielsko-Biała – Tychy (razem z E75),
- S1 na odcinku Tychy – Mysłowice (razem z E75),
- A4 na odcinku Mysłowice – Chrzanów – Kraków-Balice (razem z E40).

Długość trasy wynosi 130 km.

## Historia
W latach 90. polski odcinek tej trasy tworzyły:
- droga krajowa nr 1 od Cieszyna do Bielska-Białej
- droga krajowa nr 52 od Bielska-Białej do Głogoczowa
- droga krajowa nr 7 od Głogoczowa do Krakowa[5][6].

Długość trasy wynosiła 116 km.
W latach 80. droga krajowa nr 52 miała oznaczenie 96.
W latach 70. część trasy międzynarodowej E7 biegła szlakiem późniejszej trasy E462 po polskiej i czechosłowackiej stronie.